# Pseudagrostistachys
Pseudagrostistachys är ett släkte av törelväxter. Pseudagrostistachys ingår i familjen törelväxter.
Kladogram enligt Catalogue of Life:
| Pseudagrostistachys | \| \| Pseudagrostistachys africana \| \| \| \| \| \| Pseudagrostistachys ugandensis \| \| \| \| |
|                     | \| \| Pseudagrostistachys africana \| \| \| \| \| \| Pseudagrostistachys ugandensis \| \| \| \| |
|                     | Pseudagrostistachys africana                                                                    |
|                     |                                                                                                 |
|                     | Pseudagrostistachys ugandensis                                                                  |
|                     |                                                                                                 |